# کیرلوسکار برادرز
کیرلوسکار برادرز (انگلیسی: Kirloskar Brothers) شرکت خوشه‌ای هندی است، که در سال ۱۸۸۸ تأسیس شد.